# Бенедиктсон, Виктория
Виктория Бенедиктсон (швед. Victoria Benedictsson, урождённая Мария Брюзелюс швед. Maria Bruzelius; 6 марта 1850, Домме, Мальмёхус, Швеция — 21 июля 1888, Копенгаген, Дания) — шведская писательница и драматург, писавшая свои произведения под псевдонимом Эрнст Альгрен. Её выдающейся работой считается роман «Деньги» (1885). В своих произведениях она описывала существовавшее неравенство в браке, а также много писала о правах женщин. Современные критики называют её представителем раннего феминизма.

## Биография

### Ранние годы

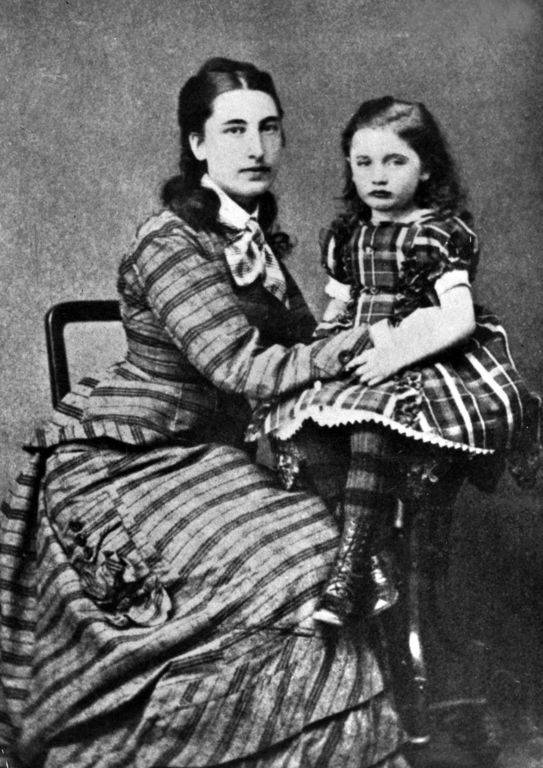
Виктория Бенедиктсон вместе со своей дочерью Хильмой

Виктория Мария Брюзелюс родилась и выросла в деревне Домме (провинция Сконе, Швеция), 6 марта 1850 году. Её родителями были фермер Трой Брюзелюс и Елена Софья Файнерус.
Виктория с детства интересовалась искусством, поэтому она пошла работать гувернанткой, чтобы заработать денег и поехать в Стокгольм, учиться на художника. Её отец изначально согласился с её решением, но после изменил свое мнение и воспрепятствовал её поездке. Эта история позже отразилась в её романе «Деньги» (1885).
Чтобы уйти от влияния родителей, она в двадцать один год вышла замуж за почтальона Кристиана Бенедиктсона (родился в 1822 году, в Ландскруне, умер в 1899 году, в Хербю). Ему было 49 лет, он был вдовцом и имел пятерых детей от предыдущего брака. У них с Викторией также родились две дочери Эллен и Хильма, одна из её дочерей Эллен умерла в младенчестве.
В 1882 году у писательницы развилась болезнь костей, из-за которой она некоторое время была прикована к постели.

### Роман «Деньги»

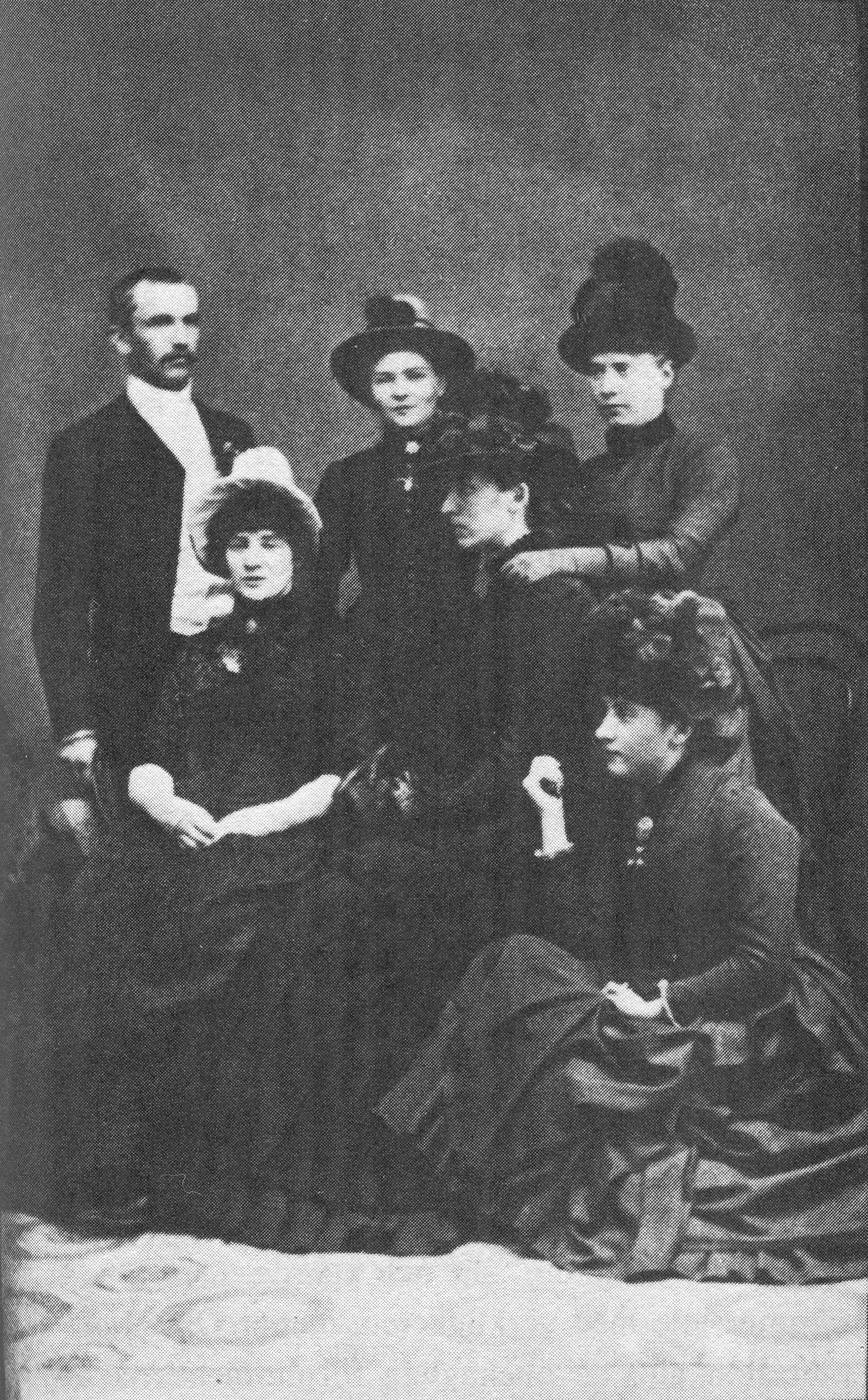
Ола Ханссон вместе с Эллен Крузе, Хильдой Бенедиктсон, Матильдой Крузе (Маллинг), Викторией Бенедиктсон и Матти Бенедиктсон в 1886 году

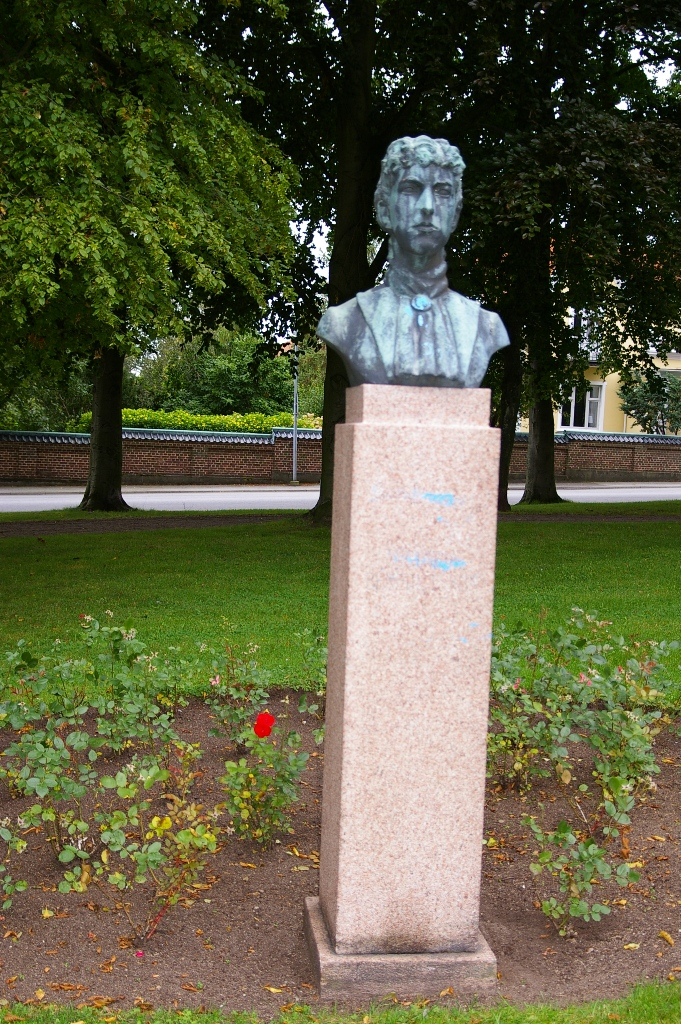
Бюст Виктории Бенедиктсон в Хербю

Виктория Бенедиктсон начала свою писательскую деятельность в 1884 году, её дебютом стал короткий сборник рассказов «Från Skåne». В следующем году она опубликовала свой первый роман «Деньги», который стал её прорывом.

### Личная жизнь
В 1873 году у неё родилась дочь Хильма, а в 1876 дочь Эллен. Замужество не принесло Виктории счастья. У неё был роман с датским литературоведом и литературным критиком Георгом Брандесом, который также не принёс ей счастья.

### Смерть
Неудачный роман с Брандесом считается одной из причин неожиданного самоубийства Бенедиктсон, совершённого ею 21 июля 1888 года в номере гостиницы «Leopold’s Hotel» в Копенгагене — она перерезала себе бритвой сонную артерию четыре раза. Это произошло на двенадцатую годовщину смерти её дочери Эллен.
Среди других факторов, повлиявших на её решение свести счёты с жизнью, возможно, были её бедность и одиночество, также она была сильно обеспокоена тем как относятся к её писательской деятельности.  Её последний роман «Мадам Марианна» (1887), получил смешанные отзывы от критиков, Георг Брандес назвал его легкомысленным, а его брат Эдвард написал разгромный отзыв в газете.
Виктория Бенедиктсон была глубоко несчастна из-за малоинтеллектуальной жизни, которую она была вынуждена вести в Хербю, а также из-за ограничений её прав как женщины в то время. Её самоубийство, с помощью бритвы, вдохновило драматурга Августа Стриндберга написать конец пьесы «Фрёкен Юлия» (1888)..
Виктория Бенедиктсон была похоронена в «Vestre Kirkegård», в Копенгагене, Дания, под именем Эрнст Альгрен.

## Биографические исследования
Существует обширная биографическая литература о Виктории Бенедиктсон. Большинство людей ищут причину её самоубийства. Её подруга Элен Крузе написала первую биографию о ней; в этой книге были обнаружены описания противоречивого характера и социальной уязвимости Виктории.
Психоаналитик Тора Сандстрем заявила, что она была больна шизофренией. После Фредрик Брокс опубликовал биографическую работу в 1949–1950 году, в центре внимания этой книги, её несчастная любовь к Георгу Брандесу. Феминистские критики Эбба Витт-Брастром и Нина Бжорк относятся к ней, как к феминистке обречённой жить в патриархальном обществе.

## Экранизации
Соня Бжерг и Марианна Седерберг, в 1988 году сняли телевизионный фильм о жизни Виктории Бенедиктсон, «Postmästarfrun från Hörby». Карин Маннхеймер в 2001 году экранизировала для телевидения роман «Мадам Марианна», с Сесилией Фроде в главной роли.

## Мемориалы
- Ernst Ahlgrens väg, Hörby[9]
- Ernst Ahlgrensgatan, Malmö [9]
- Ernst Ahlgrens väg, Stockholm [9]
- Ernst Ahlgrensparken, Hörby - med en byst föreställande Benedictsson [10]
- Minnessten i närheten av hennes födelseort, Domme, rest 1950 [11]
- Minnesplakett på det hus där hon bodde åren 1873-1888  i Hörby[11]
- Fast utställning på Hörby museum [12]